# Isabella ed Enrico
Isabella ed Enrico è un'opera in due atti di Giovanni Pacini, su libretto di Luigi Romanelli. La prima rappresentazione ebbe luogo al Teatro Alla Scala di Milano nel 1821.

## Cast della prima rappresentazione
| Personaggio        | Interprete               |
| ------------------ | ------------------------ |
| Isabella           | Marianna Kainz           |
| Podestà di Firenze | Filippo Galli            |
| Enrico             | Giovanni Battista Werger |
| Pandolfo           | Nicola De Grecis         |
| Ernesto            | Carolina Franchini       |
| Lauretta           | Cecilia Gaddi            |
| Carlo              | Carlo Poggiali           |

## Trama
La scena è a Firenze, nel 1503, al tempo del re di Francia Ludovico il Moro
La trama segue le vicende di Isabella, segretamente sposata col generale francese Enrico e figlia del podestà di Firenze Silvestro, dopo la guerra contro il regno di Napoli, che vide la città toscana alleata dei Francesi.

### Atto I
Un coro di contadini si risveglia all'alba in un giardino interno ad un castello, ed in mezzo a loro c'è il paggio Ernesto, che inneggia alla sua amata Lauretta. Proprio quest'ultima giunge poco dopo; i due si preoccupano per le sorti di Isabella ed Enrico, dato che di quest'ultimo si son perse le tracce dopo la partenza da Firenze in cui era stato temporaneamente ospitato, e che gira la voce secondo cui il Podestà vorrebbe dare marito alla figlia. Isabella stessa si tormenta per la lontananza da Enrico, ma si rasserena quando Ernesto le comunica che l'esercito francese sta retrocedendo e passerà per Firenze di nuovo. La gioia della ragazza si tramuta però in sgomento, quando apprende dal padre che egli intende darla sposa al capo della guardia civica della città, Pandolfo. La situazione peggiora ancora di più, perché giunge anche la nuova che Enrico è rimasto prigioniero durante la guerra. Con la speranza che venga riscattato, Ernesto e Lauretta si ripromettono di ostacolare gli sposalizi. Giunge intanto Pandolfo, che da subito mostra del suo carattere spaccone e vigliacco, mostrandosi un pusillanime di fronte ad alcuni finti allarmi orchestrati da Lauretta. Poco dopo, si incontra con la sua promessa sposa, che lo intimorisce svelandogli una presunta profezia ricevuta da un astrologo, secondo cui il suo primo marito sarebbe morto la terza notte di nozze. Pandolfo, terrorizzato, decide a rinunciare alla mano della ragazza. Nel mentre, giunge in incognito, avvolto in un ampio mantello, Enrico, staccatosi dall'esercito francese per andare in esplorazione in città, dato che i priori hanno decretato di chiudere le porte ai Francesi sconfitti nella guerra contro Napoli. Costui si introduce nel castello del Podestà, ma si deve subito nascondere, al giungere di un gruppo di domestici e soprattutto di Pandolfo e del Potestà, che hanno un litigio buffonesco al rifiuto del primo della mano di Isabella. Al partire di questi, Enrico si palesa, ed incontra Isabella, generando tripudio e felicità nei due. Tuttavia, ritornano in scena il Pandolfo ed il Podestà, al quale il primo ha spiegato la storia dell'astrologo. I due osservano la scena, ed il Podestà capisce tutta la farsa messa in piedi, mentre Pandolfo rimane scioccamente sospettoso. Credendo di non esser vista, però, Isabella racconta ad Enrico il suo predisposto sposalizio con Pandolfo, che definisce certo vecchio; a questo punto, quest'ultimo non riesce più a frenarsi ed esce allo scoperto col Podestà. I due incriminano la ragazza, davanti agli occhi impotenti di Ernesto e Lauretta, mentre Ernesto viene lasciato in libertà, in una scena di sconcerto generale.

### Atto II
Nel campo francese, i soldati si confortano dalla recente sconfitta; fra questi vi è uno stretto confidente di Enrico, il colonnello Carlo. Costui attende con ansia il ritorno dell'amico dall'esplorazione della città fiorentina. Poco dopo giunge appunto quest'ultimo, che informa l'amico di quanto avvenuto, e che Isabella morirà, se non verrà difesa da un campione, campione il quale non può essere Enrico stesso dato che questi è stato complice del crimine. Dunque Carlo, mosso dall'amicizia ed abile nei duelli, si fa avanti per difendere l'amico ed Isabella. Intanto in città, il Podestà Silvestro è roso da affetti contrastanti per la figlia, alla quale rivolge il saluto estremo. Entra Pandolfo, che annuncia a Isabella che nessuno si è fatto avanti (avendo, secondo lui, paura di affrontarlo) e che dunque dovrà morire. Tuttavia, giunge subito dopo Enrico, che annuncia che un paladino francese difenderà la fanciulla; a tale notizia, il Podestà ed Isabella si rallegrano, mentre Pandolfo trema ed inizia ad escogitare qualcosa per evitare la disfida. Tale scena è osservata da Ernesto, che se la ride; poco dopo, il paggio informa Lauretta che Enrico ed il paladino saranno ospitati presso il Podestà. Tutti i domestici si interrogano dunque sull'identità del misterioso eroe. Enrico, rimasto sveglio durante la notte, origlia Pandolfo che trama con due suoi sgherri per schivare il duello: progetta di gettare Enrico ed il paladino legati, imbavagliati e spogliati in un sotterraneo, di modo che le armature dei due venissero vestite da due complici di Pandolfo, che avrebbero perso appositamente. Al partire di Pandolfo, Enrico corre subito a svegliare Carlo; i due allora emergono dalle loro stanze, bloccano i due sgherri di Pandolfo e li rinchiudono in una stanza a chiave. Il giorno dopo, Pandolfo, sicuro della riuscita del suo piano, si presenta in piazza, e fronteggia in modo spaccone il suo avversario; ma rimane stupito quando, iniziata la disfida, il suo rivale si dimostra abilissimo, schiva con facilità i suoi goffi colpi e riesce a ferirlo, mostrandosi infine in volto e facendo capire a Pandolfo che il suo piano è fallito, mentre l'intera Firenze ride del duello comico al quale ha appena assistito (osservando, in modo metateatrale, che sulle scene un giorno andrà). A questo punto, Isabella viene tratta in libertà, permettendole di convolare a nozze con l'amato Enrico, in mezzo al tripudio generale del Podestà, di Laura ed Ernesto, mentre lo sconfitto Pandolfo rimane coerente fino all'ultimo col suo carattere, affermando che se non fosse stato per il suo duello ed il suo valore, i due amanti non sarebbero stati felici appieno.

## Struttura musicale
- Sinfonia

### Atto I
- N. 1 - Introduzione Mentre l'Aurora (Coro, Ernesto)
- N. 2 - Coro e Cavatina di Isabella Quanto è vivace - Lontan dal caro bene (Isabella, Coro)
- N. 3 - Duetto fra Isabella ed il Podestà Già nel fatale istante
- N. 4 - Cavatina di Pandolfo Uso a bloccar con arte (Pandolfo, Coro)
- N. 5 - Duetto fra Isabella e Pandolfo Vorrei, né so spogliarmi
- N. 6 - Cavatina di Enrico Ah! mentre in queste
- N. 7 - Coro e Duetto fra Pandolfo ed il Podestà La seduta è lunga assai - Ehi ehi... di grazia...
- N. 8 - Finale I Pietoso Imene (Isabella, Enrico, Pandolfo, Podestà, Ernesto, Lauretta, Coro)

### Atto II
- N. 9 - Introduzione Ogn'impresa, ogni campagna (Coro, Carlo)
- N. 10 - Aria di Enrico La mia pace a te si affida (Enrico, Coro)
- N. 11 - Coro e Duetto fra Isabella ed il Podestà Chi per le vie d'onor - È morte a me ristoro
- N. 12 - Quartetto Al giubilo improvviso (Isabella, Podestà, Enrico, Pandolfo)
- N. 13 - Coro Chi sarà quel Paladino?
- N. 14 - Finale II A te, che reggi (Coro, Pandolfo, Lauretta, Ernesto, Carlo, Podestà, Isabella, Enrico)